# Vale S.A.
Vale S.A. (v preteklosti CVRD - Companhia Vale de Rio Doce) je veliko brazilska korporacija, ki se ukvarja z rudarstvom in kovinsko industrijo. Vale je tretje največje rudarsko podjetje na svetu,največji proizvajalec železove rude in jeklenih peletov in drugi največji proizvajalec niklja. Podjetje se ukvarja tudi s transportom in proizvodnjo električne energije, v lasti ima 9 hidroelektrarn. 